# Усе буде добре! (фільм, 1995)
«Усе буде добре!» — російський художній фільм режисера Дмитра Астрахана, знятий в 1995 році.

## Зміст
У маленьке містечко приїжджає багатий бізнесмен зі своїм сином, який, незважаючи на вік, вже спромігся отримати нобелівську премію. Навколо панує убогість і розруха, тому їхня поява, звичайно ж, привертає увагу. Бізнесмен знаходить свою давню любов. Щоб знову завоювати її, він допомагає організувати одруження її сина. У цей час його власний нащадок закохується в наречену і намагається умовити втекти її прямо у день весілля. Ситуація досить делікатна, але наприкінці на глядачів чекає благополучна розв'язка.

## У ролях
| Актор              | Роль                              |
| ------------------ | --------------------------------- |
| Анатолій Журавльов | Коля                              |
| Ольга Понизова     | Оля                               |
| Марк Горонок       | Петя                              |
| Олександр Збруєв   | новий росіянин бізнесмен ,Смирнов |
| Михайло Ульянов    | самотній Дідусь                   |
| Ольга Бєляєва      | Тамара Самсонова                  |
| Валентин Букін     | Тузов                             |
| Ірина Мазуркевич   | тітка Катя                        |
| Андрій Федорцов    | приятель Колі                     |
| Артур Ваха         | Адміністратор театру              |
| Ірина Трофимова    | Вєрка                             |
| Геннадій Свірь     | Сергій Карелов, музикант, співак  |

## Знімальна група
| Режисер    | Астрахан Дмитро Хананович |
| Сценарист  | Олег Данилов              |
| Оператор   | Юрій Воронцов             |
| Композитор | Олександр Пантикін        |